# 舞鶴市民新聞
舞鶴市民新聞（まいづるしみんしんぶん）は、京都府舞鶴市とその周辺部の一部をサービスエリアとする地域新聞社である。

## 概要
舞鶴に密着した質の高いニュースの提供を目指し、1986年に創設。毎週金曜日に夕刊を発行している。発行部数は公称8,000部である。なお、隣接する綾部市にも類似する名称のあやべ市民新聞があるが当紙とは無関係である。

## 本社
- 社名：株式会社 舞鶴市民新聞社
- 本社所在地：京都府舞鶴市福来912-1
- 資本金：1,120万円